# Skräckhajar
Skräckhajar (Odontaspis) är ett släkte av hajar. Odontaspis ingår i familjen Odontaspididae och det listas i nyare avhandlingar som enda släkte i familjen.
Med en längd över 4 meter är Odontaspis ferox större än Odontaspis noronhai, som når en maximal längd av 3,6 meter. Allmänt har skräckhajar ungefär samma utseende som sandtigerhajen men dessa likheter uppkom genom konvergent evolution. I överkäken förekommer flera extra tänder som är inblandade i den vanliga tanduppsättningen. Liknande kännetecken fanns redan hos numera utdöda hajar som levde under juraperioden.
Odontaspis ferox lever i ganska grunda havsområden upp till 420 meters djup och Odontaspis noronhai förekommer i djupare regioner mellan 600 och 1000 meter. De jagar benfiskar, bläckfiskar och kräftdjur.
Arter enligt Catalogue of Life:
- Odontaspis ferox
- Odontaspis noronhai